# Th. Schneider

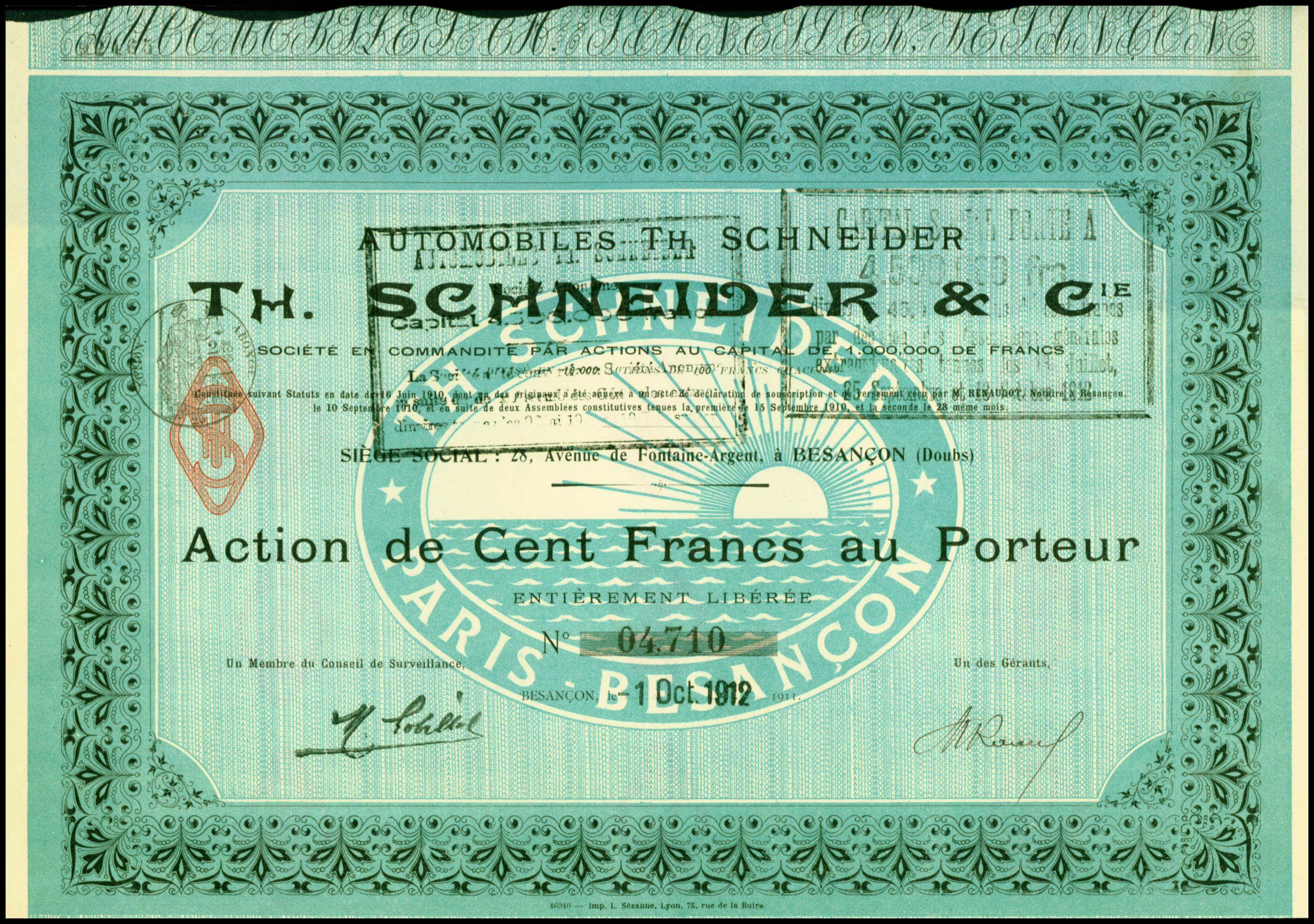
Akcie v hodnotě 100 Franků firmy Automobiles Th. Schneider & Cie z 1. října 1912

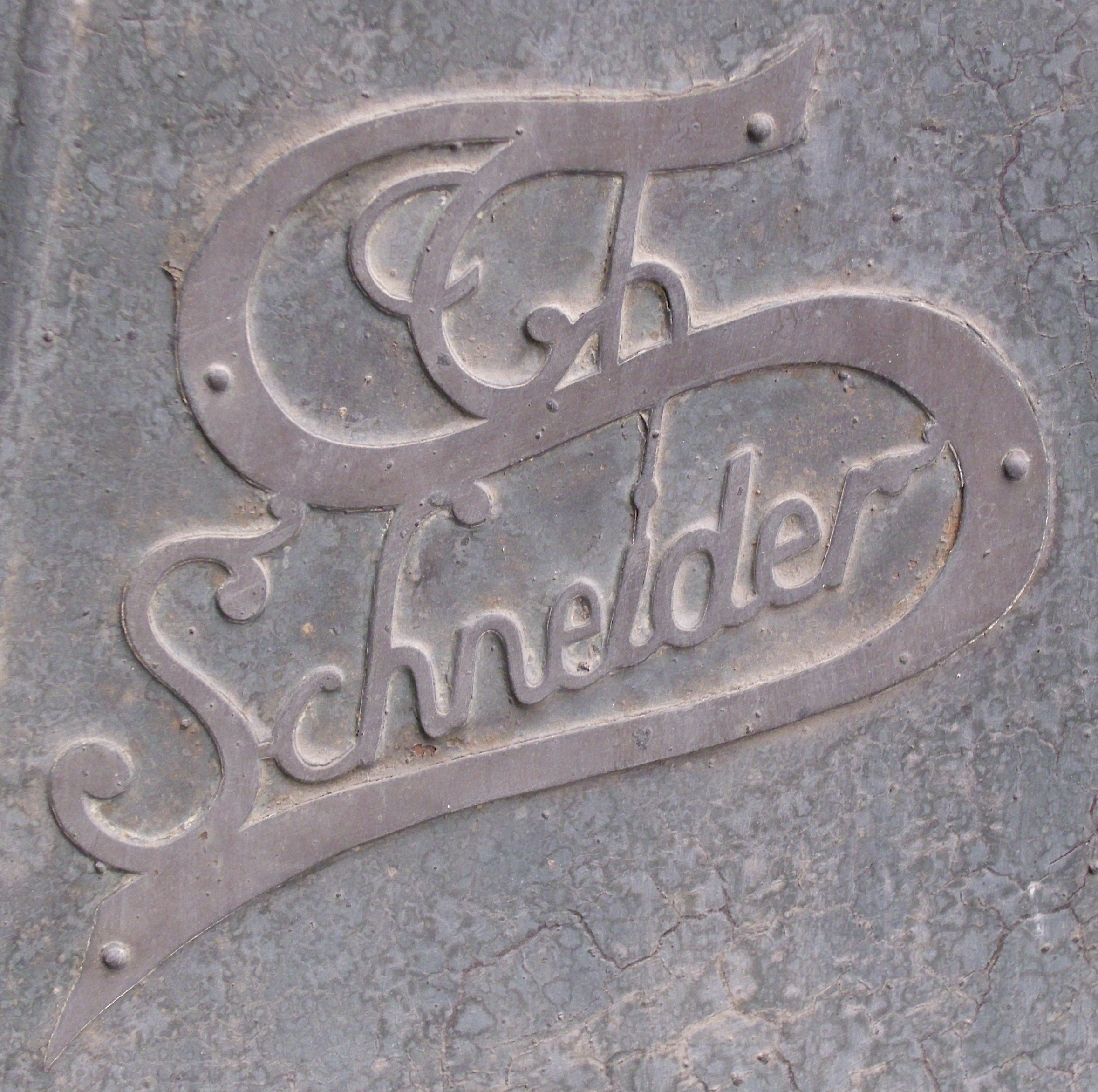
Emblém na skříni motoru

Automobiles Th. Schneider byl francouzský výrobce automobilů a traktorů.

## Historie firmy
Théodore Schneider (1862–1932) zakladatel firmy Rochet-Schneider, založil 16. června 1910 v Besançonu společnost Automobiles Th. Schneider & Cie. Vyráběla vozy označené značkou Th. Schneider. V době, kdy společnost, která nesla jeho jméno založil, byl Schneider již velmi zkušeným výrobcem automobilů. Ačkoli byl křtěn jako „Théodore Schneider“, mnoho přátel a obchodních partnerů ho znalo pod jménem „Théophile Schneider“. Použitím zkratky Th. Schneider pro svou společnost se vyhnul nutnosti rozhodovat se mezi oběma jmény. Občas ale byly vozy firmy označovány značkou Théo Schneider či Théophile Schneider.
Technickým ředitelem byl do roku 1923 spoluzakladatel firmy Louis Ravel, který předtím vedl svou továrnu Automobiles Louis Ravel. Roční produkce v období do roku 1914 činila asi 200 vozů.

### Finanční těžkosti
Konkurs byl na firmu vyhlášen poprvé v listopadu 1921, ta ale dokázala přesvědčit soud, aby jí o třináct měsíců později povolil obnovení činností. Th. Schneider pak několik let dále úspěšně podnikal díky vynikající pověsti svých vozů. Významná část produkce byla vyvážena do Anglie. Finanční problémy se však v roce 1928 opět vrátily a situace skončila vyhlášením druhého bankrotu v březnu 1929. Výroba pokračovala, pravděpodobně pro zužitkování stávajícího zásob, ale počátkem roku 1930 výroba osobních automobilů skončila. Traktory vyráběla firma až do roku 1939, na trh byly uváděny pod značkou SADIM.

## Vozidla
V produkci převažovaly vozy osazené čtyř a šestiválcovými bezventilovými motory se šoupátkovým rozvodem. V roce 1914 před vypuknutím války sestávala nabídka vozů ze sedmi čtyřválcových motorů o objemu mezi 1800 a 6100 cm³ a jednoho šestiválce o objemu 3200 cm³.
V předválečném období se firma věnovala i automobilovým závodům. V roce 1912 zvítězil René Croquet v poprvé konané Grand Prix Belgie. Továrna se úspěšně účastnila i Grand Prix Francie. V ročníku 1912 dojel René Croquet na sedmém místě (René Champoiseau s druhým vozem odstoupil). V ročníku 1913 se vozy značky umístily na 7., 9. a 10. místě (řidiči René Champoiseau, René Thomas, René Croquet). Fernand Gabriel pro poruchu karburátoru nedojel. V posledním předválečném ročníku dojel 4. července 1914 René Champoiseau devátý, další dva vozy nedokončily.
Po první světové válce pokračovala výroba předválečných vozů. Jedním z nejúspěšnějších vozů značky byl model 10 CV z roku 1922 s motorem o objemu 2000 cm³. V roce 1926 následoval malý automobil s motorem o objemu 1170 cm³, označený VL (voiture légère).
Dochovaná vozidla firmy jsou vystavena v Museo de Historia de la Automoción v Salamance a v Musée Henri Malartre v Rochetaillée-sur-Saône.

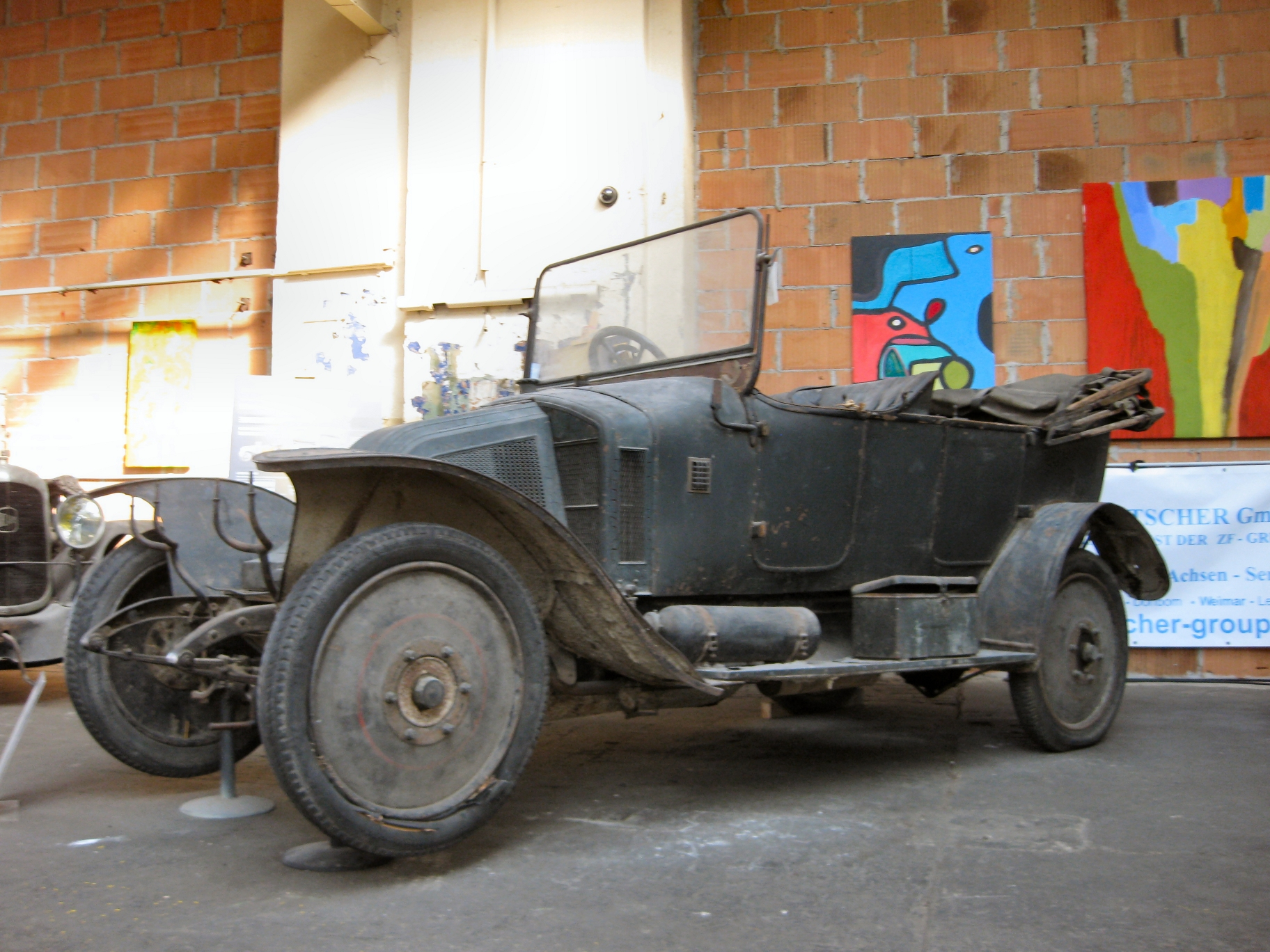
Th. Schneider 13900 (1912)
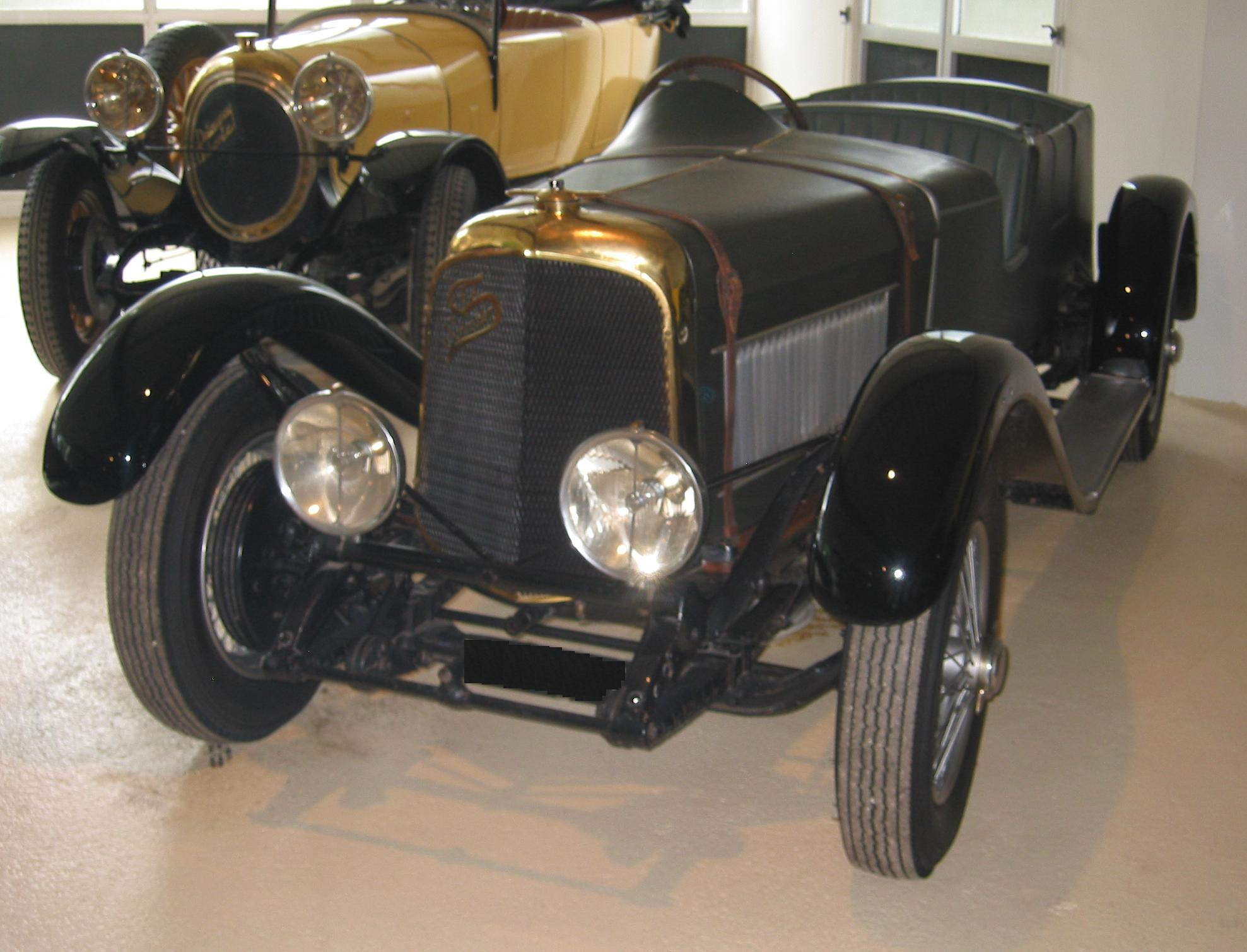
Th. Schneider (1926)
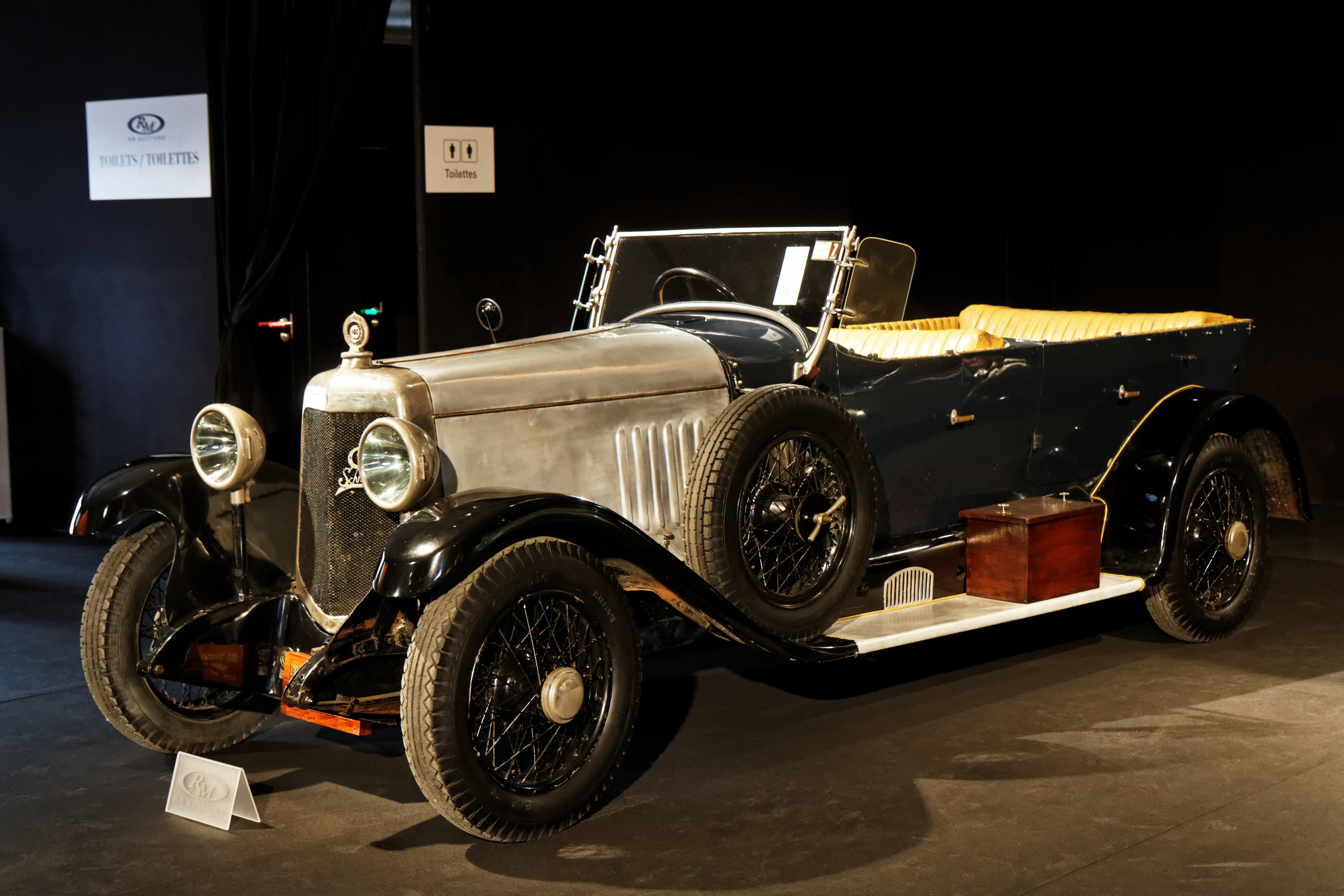
Th. Schneider 4½-Litre Tourer (1921) na aukci v Paříži v roce 2014